# Jueves de Corpus sangriento: revelaciones de un halcón
Jueves de Corpus sangriento: revelaciones de un halcón es un libelo propagandístico de estilo conspiracionista de 1972 atribuido a «Antonio Solís Mimendi» publicado por la Secretaría de Gobernación o la Dirección Federal de Seguridad (DFS) del gobierno de México luego de la Matanza del Jueves de Corpus. Su objetivo era justificar ideológicamente entre la sociedad el terrorismo de Estado hacia los participantes y organizadores de la marcha luego del 10 de junio de 1971 y colocar la trama de conspiración y las tesis del enemigo interno, la intervención extranjera y la cosecha de mártires ideada por el gobierno del entonces presidente Luis Echeverría Álvarez, del Partido Revolucionario Institucional (PRI) para supuestamente frenar así un intento de derrocar a su gobierno. La actuación autoritaria de su gobierno se justificaría con el fin de salvar a México de una fuerza insurgente que necesitaba ser frenada a toda costa.

## Contexto
El gobierno de Gustavo Díaz Ordaz, en el que Luis Echeverría Álvarez fue el secretario de Gobernación, puso en marcha una campaña de control de los medios de comunicación con el fin de colocar entre la sociedad mexicana la versión oficial que justificara el terrorismo de Estado y todos sus delitos asociados a la represión del Movimiento de 1968 y su desenlace fatal del 2 de octubre de ese año. Por ello un año después el gobierno editó ¡El Móndrigo! Bitácora del Consejo Nacional de Huelga, un libro de autor desconocido que se entregaba en sitios públicos y alrededor de eventos de los opositores al gobierno de Díaz Ordaz con el fin reforzar la versión mostrada desde el gobierno hacia los medios de comunicación. 
El gobierno de Echeverría años después repetiría la fórmula. En el reverso de Jueves de Corpus sangriento: revelaciones de un halcón se mencionan como parte de una misma serie de libros, justamente ¡El Móndrigo! Bitácora del Consejo Nacional de Huelga y ¡Qué poca mad... era la de José Santos Valdés!, otro libelo propagandístico en contra de la Liga Comunista 23 de septiembre. La autoría de todos estos textos han sido atribuidos al polìtico priísta y exalcalde de Acapulco, Jorge Joseph Piedra por encargo de la Secretaría de Gobernación o la Dirección Federal de Seguridad.

## Descripción
Siguiendo la práctica usada con ¡El Móndrigo!, el gobierno repetiría el ejercicio de la distribución de un libelo propagandístico en donde se mostraba la «verdadera motivación» para actuar de uno de los supuestos integrantes del grupo paramilitar Los Halcones, que coincide con la versión oficial difundida por los medios de comunicación oficialistas y los propios discursos oficiales justificantes del terrorismo de Estado. En ella, la respuesta del gobierno tuvo que ser contundente para hacer frente a un supuesto golpe de Estado patrocinado por una coalición de «fuerzas oscuras» o de «emisarios del pasado» (en referencia al Movimiento de 1968) que incluía a un enemigo interno en una coalición insurgente integrada por el grupo de ultraderecha Movimiento Universitario de Renovadora Orientación (MURO), sacerdotes jesuitas, empresarios pertenecientes al Grupo Monterrey y a la intervención extranjera coordinada por la Agencia Central de Inteligencia (CIA), por sus siglas en inglés) los cuales habrían provocado la violencia el 10 de junio de 1971 como el inicio de un supuesto golpe de Estado al gobierno de Luis Echeverría Álvarez. Al igual que se afirma en ¡El Móndrigo!, el hecho sería instigado a tal nivel de violencia, que provocaría una reacción homicida del gobierno con una matanza de cientos de personas, con el fin de que los grupos de izquierda realizaran una cosecha de mártires.
El libro es narrado en primera persona por «Antonio Solís Mimendi», e indica haber sido impreso en la Ciudad de México el 8 de diciembre de 1973 en los Talleres Litográficos Álfaro Hermanos. Al final del libro se muestran fotografías de algunas de las personas mencionadas en los libros, provenientes de las fichas signaléticas de la DFS así como las fotografías del 10 de junio de 1971 de Armando Salgado y Enrique Bordes Mangel, sin atribuirlas. La foto de portada es, justamente, la llamada Halcón icónico de Armando Salgado donde se muestra a un furibundo paramilitar gritando y corriendo sosteniendo de manera horizontal una vara de bambú.

### Trama
En el libro, «Antonio Solís Mimendi» es una persona supuestamente nacida en Veracruz que se escapa de su casa a los 12 años por su comportamiento rebelde, y durante años vaga por varios estados de México. Sin especificar en que fecha, Solís arriba a la Ciudad de México en donde estudia la escuela nocturna en las preparatorias 5 y 7, en donde alguien le presenta a Pablo Torres Salmerón, representante del MURO en la Facultad de Ingeniería de la UNAM. En los siguientes capítulos «Antonio Solís Mimendi» afirma haber participado en un sinnúmero de hechos represivos y de porrismo violento como un mercenario a sueldo de distintos intereses incluyendo al Departamento del Distrito Federal, en donde se asume como cercano al líder porril Sergio Romero «El Fish» («mi gran líder y amigo») y de Manuel Díaz Escobar, a quien se refiere en el relato como «mi comandante». Dada esa amistad «El Fish» le confía presuntamente expedientes secretos en donde se comprueba el «negocio vil» del MURO, la COPARMEX, el PESE y el Nuevo Grupo, como supuestos instigadores del movimiento estudiantil con el fin de derrocar al gobierno de Echeverría. Según el relato de ficción, tras el brote de violencia producido por el Halconazo, la COPARMEX y los empresarios del Grupo Monterrey paralizarían la actividad económica para presuntamente poner en crisis al gobierno y motivar su dimisión o facilitar un golpe de Estado.
Según el autor:

El ataque "halcón" a los estudiantes y pueblo que los siguiera en la manifestación estaba planeado cabalmente para provocar una reacción de tal cuantía, que no hubiera fuerza humana ni divina que sostuviera a Echeverría en la Presidencia. Precisamente de eso se iban a valer los grandes magnates para cerrar sus negocios "en señal de protesta y en solidaridad con el pueblo". Los dueños de fábricas cerrarían sus puertas y alentarían a sus obreros "para que fueran a cumplir cumplida venganza contra el gobierno por la muerte infame de sus mujeres y sus niños en el Zócalo, el Jueves de Corpus. El plan era siniestro, pero sin duda, muy bien pensado. Por eso no valían los argumentos sentimentaloides. ¿Qué morirían niños? ¡Pobrecitos!... ¡pero que bueno! mientras mas caigan mas demoledor el efecto. De eso se trataba. Precisamente por eso se escogió como fecha de la manifestación el Jueves de Corpus. No era casual, sino diabólicamente bien meditado. Seguramente que partió de los jesuitas, que en esos menesteres no tienen compadre ni co...madre.
Antonio Solís Mimendi

La narrativa del «negocio vil» de «Antonio Solís Mimendi» refuerza la idea de que los halcones fueron usados por los instigadores sin éxito.

los halcones cumplimos hasta con ofrenda de nuestra vida (...) la matanza fue del volumen y del número que la pidieron, al gusto del cliente; pero ellos, los magnates y financieros, no cumplieron su parte del programa, con su número estelar, yendo al cierre de los negocios, al paro total de fábricas, comercios y bancos, y de la vida económica del país para derribar al gobierno.

## Consecuencias
Según la Fiscalía Especial para Movimientos Sociales y Políticos del Pasado (FEMOSPP), la publicación de libelos como estos buscaba crear una versión «alternativa» basada en un relato conspiranacionista entretejida con datos veraces a los cuales sólo podrían tener acceso a las autoridades, a fin de alimentar su veracidad. Incluso, análisis contemporáneos han relacionado discursos e ideas afirmadas en público por los propios presidentes Gustavo Díaz Ordaz y Luis Echeverría Álvarez con las visiones incluidas en los libelos. Investigaciones oficiales de los años 2000 desmintieron las hipótesis planteadas por Jueves de Corpus sangriento: revelaciones de un halcón, y lo confirmaron como parte de la propaganda oficial del Estado mexicano.